# Tom Thill
Tom Thill (Ciutat de Luxemburg, 31 de març de 1990) és un ciclista luxemburguès professional des del 2009 i actualment a l'equip Differdange-Losch.

## Palmarès
- 2007
  -  Campió de Luxemburg júnior en contrarellotge
- 2007
  -  Campió de Luxemburg júnior en contrarellotge
- 2010
  -  Campió de Luxemburg sub-23 en contrarellotge
- 2015
  - 1r a la Volta a Hongria